# Lushi
Der Kreis Lushi (卢氏县,  Lúshì Xiàn) ist ein Kreis, der zum Verwaltungsgebiet der bezirksfreien Stadt Sanmenxia in der zentralchinesischen Provinz Henan gehört. Lushi hat eine Fläche von 3.666 km² und zählt 359.600 Einwohner (Stand: Ende 2018). Sein Hauptort ist die Großgemeinde Chengguan (城关镇).